# Fridolin Ambongo Besungu

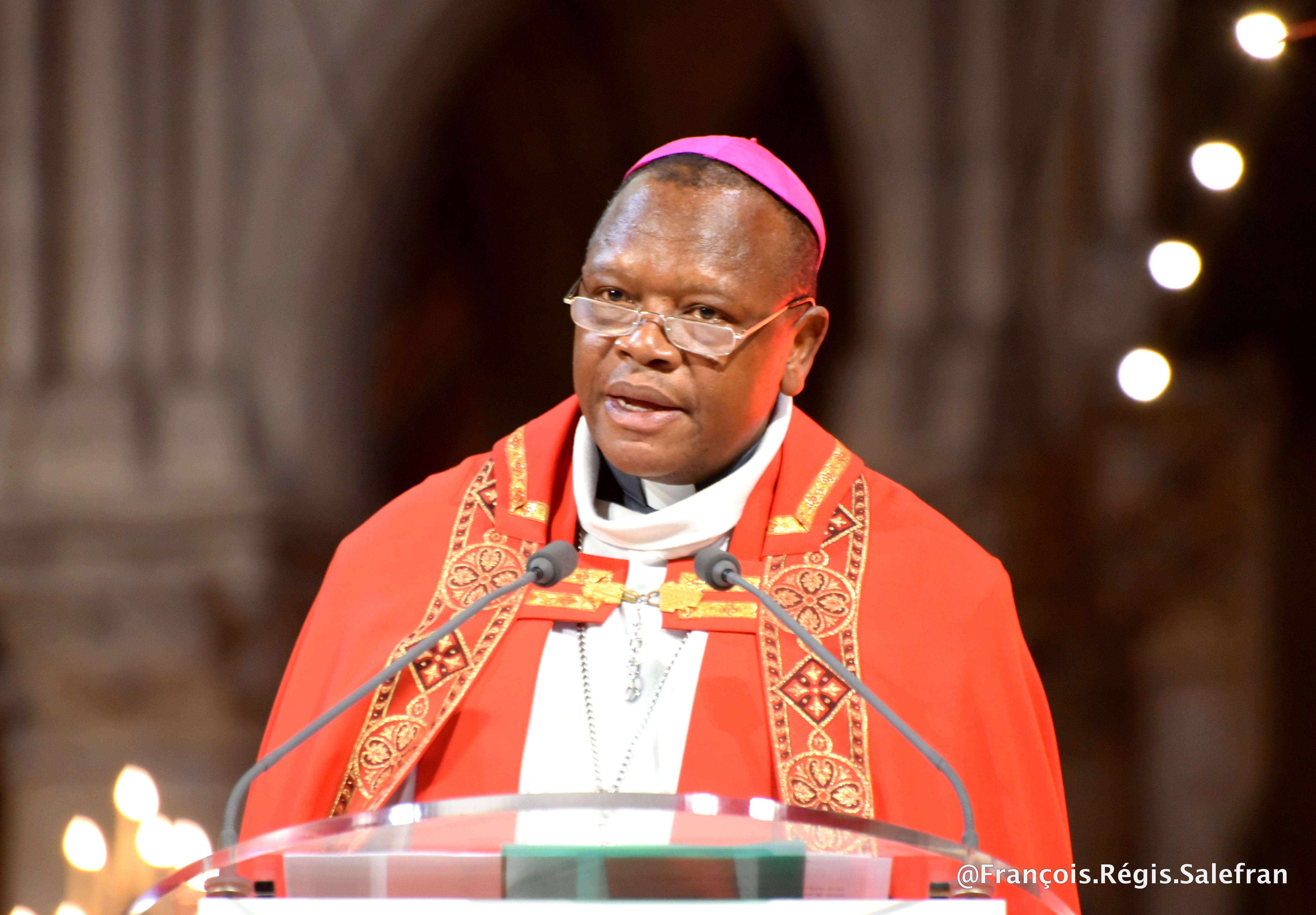
Erzbischof Fridolin Ambongo Besungu (2019)

Kardinalswappen

Fridolin Kardinal Ambongo Besungu OFMCap (* 24. Januar 1960 in Boto, Belgisch-Kongo) ist ein kongolesischer Ordensgeistlicher und römisch-katholischer Erzbischof von Kinshasa.

## Leben
Fridolin Ambongo Besungu trat am 12. November 1980 in den Orden der Kapuziner ein und legte am 4. Oktober 1986 seine Ewigen Gelübde ab. Er studierte in seiner Heimat und in Rom, wo er 1995 an der Accademia Alfonsiana bei Bruno Hidber CSsR mit der Arbeit La réhabilitation de „l’humain“, base de développement vrai au Zaire. Pour une éthique de développement intégral („Die Rehabilitierung des „Menschlichen“ als Grundlage für wahre Entwicklung in Zaire. Für eine Ethik der ganzheitlichen Entwicklung“) im Fach Moraltheologie promoviert wurde. Im Jahr 1988 empfing er das Sakrament der Priesterweihe. Danach hatte er folgende Ämter inne: Pfarrer, Professor an der katholischen Fakultät in Kinshasa, Ordensoberer und Vizeprovinzial der kongolesischen Kapuzinerprovinz, Vorsitzender der ASUMA und der CONCAU (Regionale Zusammenschlüsse der Kapuziner in Afrika) und des Komitees „Cri du Pauvre“ der Kapuziner in Rom.
Er wurde am 22. November 2004 von Papst Johannes Paul II. zum Bischof von Bokungu-Ikela ernannt. Die Bischofsweihe empfing er am 6. März 2005 durch den Erzbischof von Mbandaka-Bikoro, Joseph Kumuondala Mbimba. Mitkonsekratoren waren der Apostolische Nuntius in der Demokratischen Republik Kongo, Erzbischof Giovanni d’Aniello, und der Erzbischof von Kinshasa, Frédéric Kardinal Etsou-Nzabi-Bamungwabi.
Vom 30. Oktober 2008 bis zum 9. August 2015 war er während der Sedisvakanz Apostolischer Administrator des Bistums Kole. Am 5. März 2016 wurde er zum Apostolischen Administrator sede plena des Erzbistums Mbandaka-Bikoro ernannt. Durch den Tod des Erzbischofs nur einen Tag später wurde er zum Administrator sede vacante.
Papst Franziskus ernannte ihn am 12. November 2016 zum Erzbischof von Mbandaka-Bikoro. Für die Dauer der Sedisvakanz wurde er zum Apostolischen Administrator von Bokungu-Ikela berufen. Die Amtseinführung fand am 11. Dezember desselben Jahres statt.
Am 6. Februar 2018 ernannte ihn Papst Franziskus zum Koadjutorerzbischof von Kinshasa. Mit dem altersbedingten Rücktritt Laurent Monsengwo Kardinal Pasinyas am 1. November desselben Jahres folgte er diesem als Erzbischof von Kinshasa nach. Die feierliche Amtseinführung fand am 25. November desselben Jahres statt. Das Erzbistum Mbandaka-Bikoro verwaltete er bis zur Amtseinführung seines Nachfolgers am 26. Januar 2020 als Apostolischer Administrator.
Am 1. September 2019 gab Papst Franziskus bekannt, ihn im Konsistorium vom 5. Oktober 2019 als Kardinalpriester in das Kardinalskollegium aufnehmen zu wollen. Bei der Kardinalskreierung wies ihm der Papst am 5. Oktober 2019 die Titelkirche San Gabriele Arcangelo all’Acqua Traversa zu. Die Besitzergreifung seiner Titelkirche fand erst mehr als drei Jahre später, am 3. Dezember 2022, statt.
Am 21. Februar 2020 ernannte ihn Papst Franziskus zum Mitglied der Kongregation für die Institute geweihten Lebens und für die Gesellschaften apostolischen Lebens.
Am 15. Oktober 2020 erfolgte durch Papst Franziskus die Berufung in den Kardinalsrat, ein päpstliches Beratergremium zur Reform der Leitung der römisch-katholischen Kirche. Am 7. März 2023 bestätigte ihn der Papst in dieser Funktion. Seit Oktober 2023 ist Fridolin Ambongo Besungu zudem Präsident des Symposiums der Bischofskonferenzen von Afrika und Madagaskar (SECAM).
Im April 2024 ordnete der Generalstaatsanwalt des Kassationsgerichts von Kinshasa die Einleitung einer gerichtlichen Untersuchung gegen Fridolin Ambongo Besungu an. Dem Erzbischof werden aufrührerische Äußerungen vorgeworfen, die „Aufstachelung der Bevölkerung zum Aufstand und Angriffe auf Menschenleben“ darstellen sollen.

## Ablehnung von Segnungen homosexueller Paare
Nach dem kontroversiellen vatikanischen Erlass Fiducia supplicans (2023) hat Besungu sich wiederholt kritisch gegen die Segnung von homosexuellen Paaren geäußert. In einem französischen Interview beschrieb er die Initiative des Glaubensdikasteriums als „Kolonisierung Afrikas durch den Westen“. Die SECAM-Vereinigung lehnte besagte Praxis ab, und zwar mit Gültigkeit für den gesamten Kontinent von Afrika.